# Tuxford (Engeland)
Tuxford is een civil parish in het bestuurlijke gebied Bassetlaw, in het Engelse graafschap Nottinghamshire met 2649 inwoners.